# Peter Mansfield
Peter Mansfield, född 9 oktober 1933 i Lambeth i London, död 8 februari 2017 i London, var en brittisk nobelpristagare i fysiologi eller medicin år 2003. Han tilldelades priset för sina "upptäckter rörande avbildning med magnetresonans". Han delade priset med amerikanen Paul C Lauterbur.
Lauterber och Mansfield har gjort avgörande upptäckter av hur magnetresonans kan utnyttjas för att avbilda olika strukturer i kroppens inre organ. Dessa upptäckter har lett fram till den moderna magnetkameran (magnetresonanstomografi, MRT) som inneburit ett stort genombrott inom sjukvård och medicinsk forskning. 
Paul Lauterbur upptäckte möjligheten att skapa en tvådimensionell bild genom att införa s.k. gradienter som förändrade magnetfältets styrka. Genom att analysera egenskaperna hos den tillbakasända radiovågen kunde han exakt bestämma dess ursprung. På så sätt kunde man bygga upp tvådimensionella bilder av strukturer som inte kunde särskiljas med andra tekniker.
Peter Mansfield vidareutvecklade arbetet med att utnyttja gradienter i magnetfältet. Han visade hur signalerna skulle bearbetas matematiskt och datoranalyseras så att en användbar avbildningsteknik kunde utvecklas. Mansfield visade också hur extremt snabb avbildning skulle kunna ske, något som blev tekniskt och praktiskt möjligt inom medicinen först ett tiotal år senare.
Den medicinska användningen av magnetresonanstomografi har utvecklats mycket snabbt. De första magnetkamerorna inom sjukvården togs i bruk i början av 1980-talet. År 2002 fanns i hela världen mer än 22 000 magnetkameror, och det gjordes över 60 miljoner magnetkameraundersökningar. I Sverige finns drygt ett hundratal magnetkameror för kliniskt bruk, och antalet undersökningar beräknas överstiga 300 000 per år.